# LGA 775

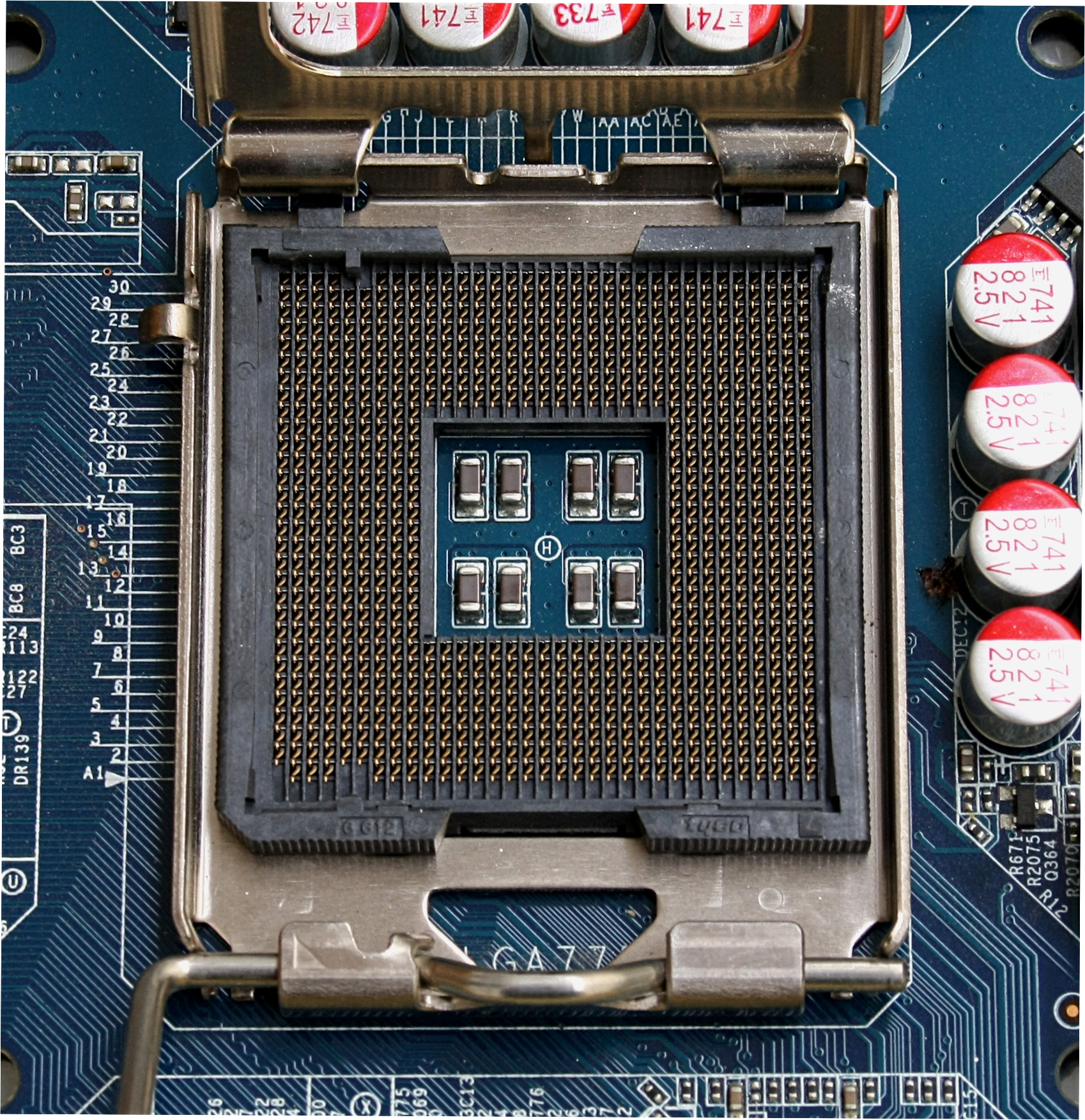
LGA 775

LGA 775, även känd som Socket T är en processorsockel avsedd för stationära datorer. LGA är en förkortning för Land Grid Array, LGA 775 var den första Intelsockel som använde LGA istället för ZIF (Med undantag för Pentium II som använde LGA inuti "kassetten" som monterades på moderkortet). Pentium 4(endast vissa), Pentium D och Core använder sig av LGA775.
LGA 775 ersattes senare av LGA 1156.

## Chipsets till LGA775
De chipset som för närvarande finns till LGA775 är:
Intel: iE7221, iE7230W, i3200/3210, 845GV(e.g:Asrock 775i45GV), 848P, 865-serien, 875p (e.g:DFI Lanparty 875P-T ), 915-serien, 925X/XE, 945-serien, P/G965, Q963, 975X, P/G31, G33, G35, P35, X38, Q35, X48, P43, P45.
nVidia: nF4i, 570i, 610i/GF7050, 630i/GF7150, 650i, 680i, 750i, 780i, 790i
VIA: P4M800, P4M890, P4M900, PT880U, PT890
SiS: 649, 661FX, 662MX, 671, 672FX
ATI: Xpress 200i/1150i, Xpress 1250i, Xpress 3200i